# Bítov (Radenín)
Bítov (německy Bitow) je malá vesnice, část obce Radenín v okrese Tábor v Jihočeském kraji. V roce 2011 zde trvale žilo čtyřicet obyvatel. V Bítově je evidováno 23 adres.
Leží 1,9 kilometru severozápadně od Radenína; 2,2 kilometru jihozápadně od obce Hroby; 3,3 kilometru jižně od města Chýnov; jedenáct kilometrů východně od Tábora; sedmnáct kilometrů jihozápadně od Pacova. Do obce (dva kilometry) vede komunikace ze silnice č. 409 (Planá nad Lužnicí–Chýnov–Černovice).

## Název
Výchozím slovem původu názvu vsi je asi „Viet“, což znamenalo „smlouva“, hláskovým vývojem se „V“ změnilo na „B“. Uvádí se i výklad vycházející z osobního jména „Vít“, pravděpodobnější je však první verze.[zdroj?]

## Historie
První písemná zmínka o vesnici pochází z roku 1379.
Než se stal Bítov součástí obce Radenín – v 17. století – příslušel od roku 1250 k Chýnovu. Stála zde dvě stavení (samoty), patrně bratří Pavla a Vojtěcha Bítových. Tyto usedlosti kolem roku 1320 zanikají a další zmínka o Bítovu je datována až rokem 1379, kdy se hovoří o rodinách Staňků a Marešů. (Jakýsi Ondřej Mareš z Bítova odešel roku 1421 k husitům jako bojovník) Staňkům patřil v té době v obci mlýn a mimo mlýna vlastnili obě zpříbuzněné rodiny ještě jedenáct lánů polí. Zdali byli Staňkové a Marešové potomci původních bratrů Bítových, nelze doložit. Po třicetileté válce přibyli do Bítova ještě další dva usedlíci z irského Gordonova pluku.
V roce 1941 byla obec elektrifikována, v roce 1951 byl uzavřen mlýn pro malou výrobní kapacitu. O rok dříve zde žilo 84 obyvatel.

## Obyvatelstvo
| Rok            | 1869 | 1880 | 1890 | 1900 | 1910 | 1921 | 1930 | 1950 | 1961 | 1970 | 1980 | 1991 | 2001 | 2011 | 2021 |
| -------------- | ---- | ---- | ---- | ---- | ---- | ---- | ---- | ---- | ---- | ---- | ---- | ---- | ---- | ---- | ---- |
| Počet obyvatel | 148  | 140  | 137  | 128  | 140  | 127  | 117  | 80   | 75   | 54   | 41   | 41   | 33   | 40   | 29   |
| Počet domů     | 13   | 14   | 17   | 17   | 18   | 18   | 20   | 23   | 23   | 20   | 15   | 24   | 24   | 22   | 25   |

## Obecní správa
Při sčítání lidu v letech 1850–1917 Bítov byl osadou obce Záhostice v okrese Tábor. V letech 1918–1959 byl samostatnou obcí v okrese Tábor. Od roku 1960 je částí obce Psárov v okrese Tábor.

## Pamětihodnosti
- Kaplička svatého Jana na návsi
- Studna na návsi („Vodní zdroj pro obec Bítov“)

## Další fotografie

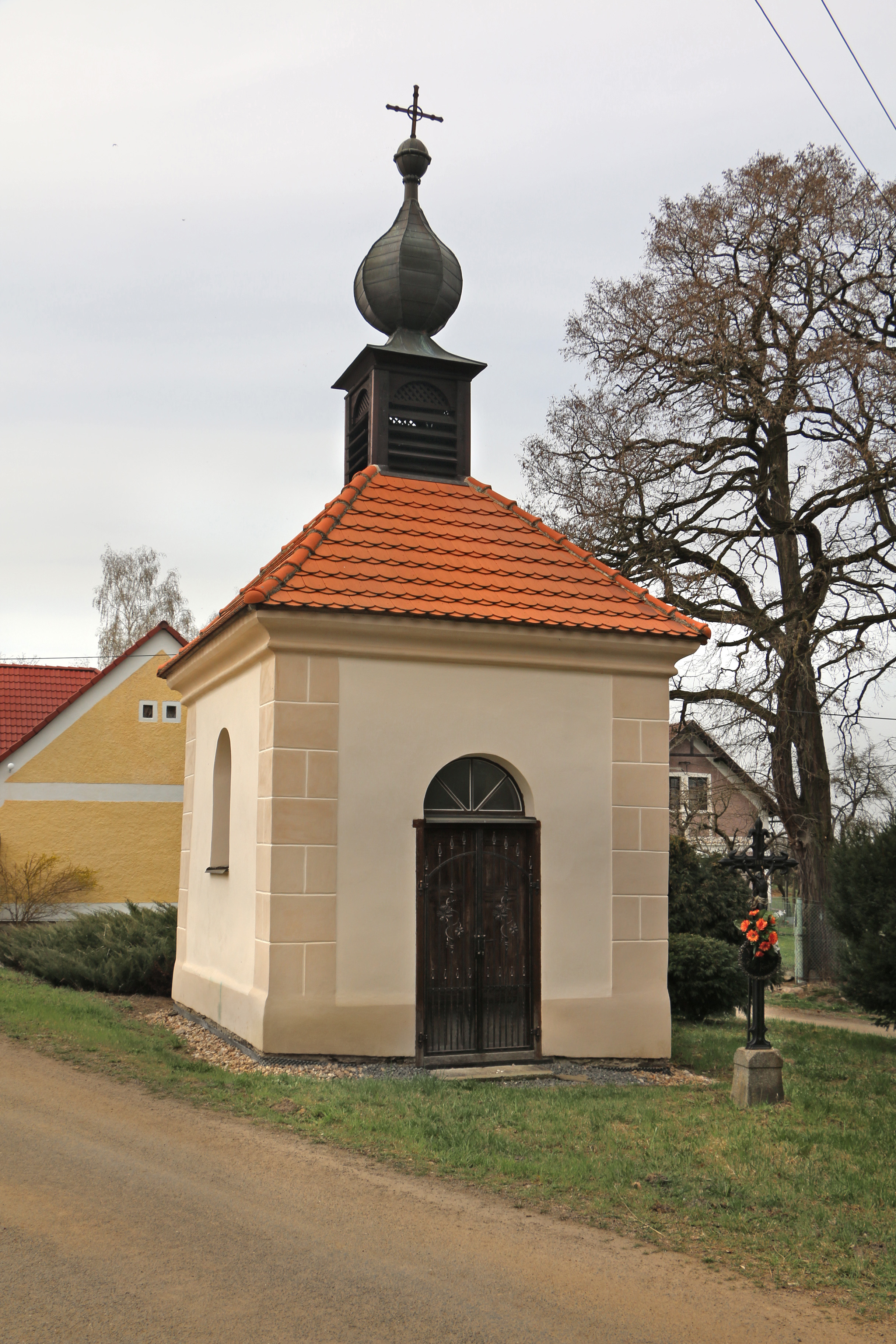
Kaple na návsi
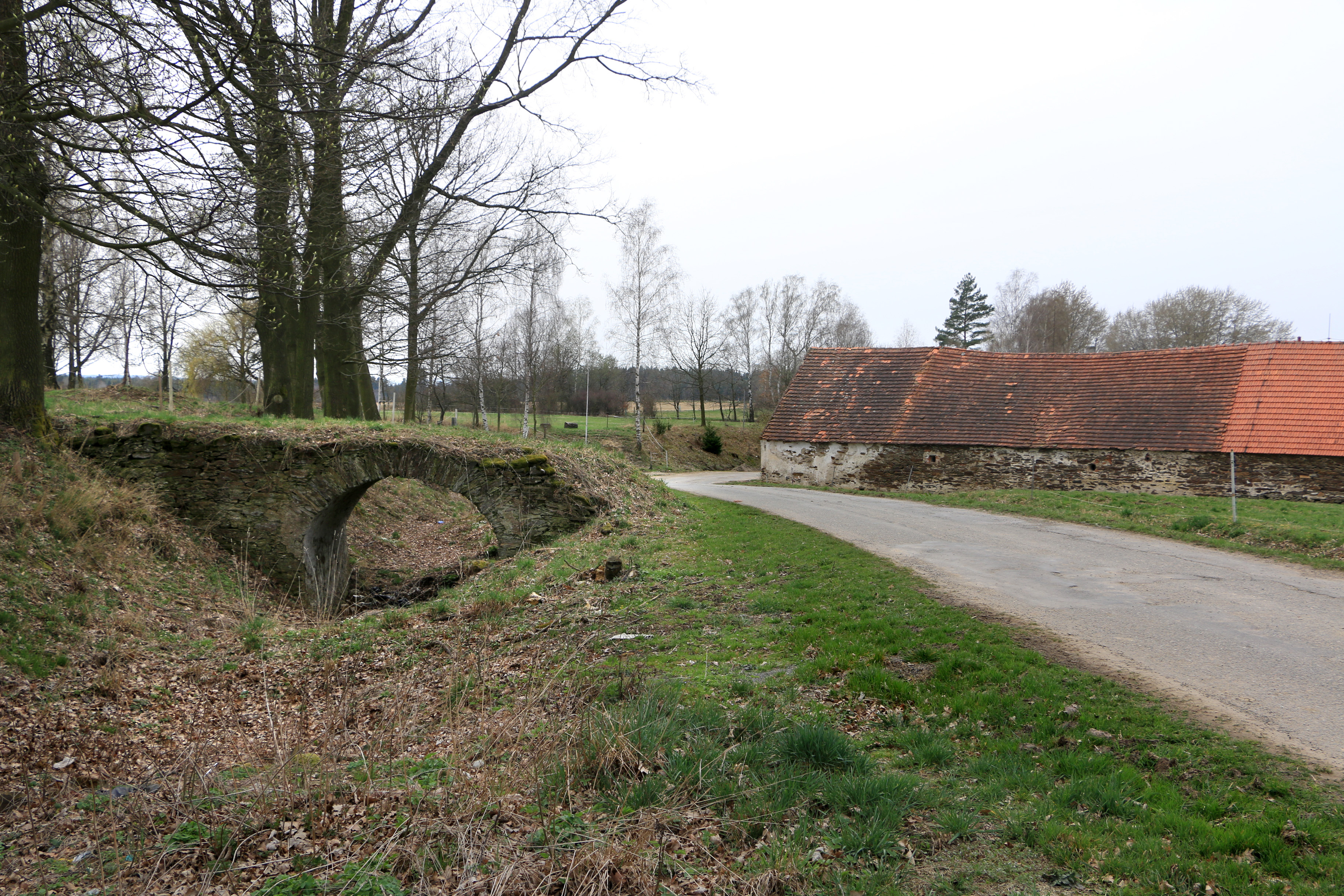
Zbytky mostu na východě vesnice
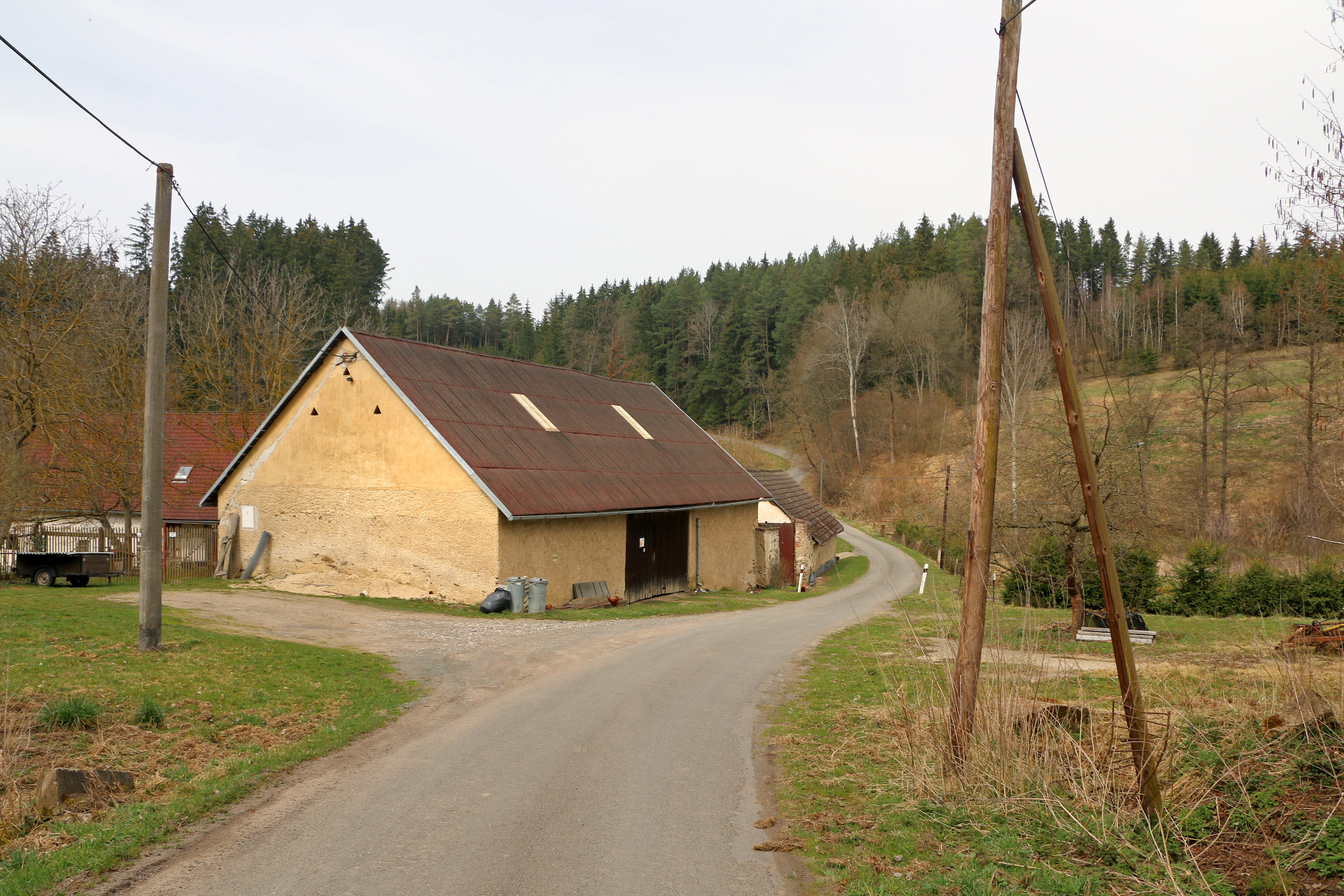
Bývalý mlýn u Turoveckého potoka